# Santa María Xoxoteco
Santa María Xoxoteco es una localidad mexicana; localizada en el municipio de San Agustín Metzquititlán en el estado de Hidalgo.

## Toponimia
Su nombre proviene del náhuatl xoxo (verdor, verde) y el locativo -teco, es decir, “lugar verde” o “lugar junto a la verdura”. También se menciona Xoxo-te-co, xoxouhqui, azul, tetl, piedra y co final de lugar: “Lugar de piedra azul”.

## Geografía
Se encuentra en la región geográfica de la Sierra Baja; a la localidad le corresponden las coordenadas geográficas 20° 30’ 55.2” de latitud norte y 98° 37’ 28.89” de longitud oeste, con una altitud de 1379 m s. n. m.  Se encuentra a una distancia de 90 km de Pachuca, la capital del estado; y a 1.5 km de la cabecera  municipal, Metzquititlán. Cuenta con un clima semiseco templado.
En cuanto a fisiografía se encuentra en la provincia de la Sierra Madre Oriental, dentro de la subprovincia del Carso Huasteco; su terreno es de sierra. En lo que respecta a la hidrología se encuentra posicionado en la región del Pánuco, dentro de la cuenca del río Moctezuma y en la subcuenca del río Metztitlán.

## Demografía
En 2020 registró una población de 677 personas, lo que corresponde al 7.16 % de la población municipal. De los cuales 334 son hombres y 343 son mujeres.
| Gráfica de evolución demográfica de Santa María Xoxoteco entre 1900 y 2020 |
|                                                                            |
| Población registrada por los censos y conteos del INEGI.                   |

## Cultura

### Arquitectura
La Capilla de Santa María Xoxoteco es un ejemplo muy temprano de la fusión de la arquitectura y la pintura indígena y española, realizada en el siglo XVI. Aunque el exterior es parecido al de muchas otras capillas de pueblo o de paso realizadas en el primer siglo de la evangelización en México, sus pinturas la clasifican como única en México e Hispanoamérica.
Su descubrimiento se produjo en 1976 cuando el sacerdote de la localidad hizo retirar la capa de pintura en el interior del templo para pintarlo de nuevo. El arquitecto madrileño Juan Benito Artigas, en búsqueda de ejemplos para su tesis doctoral, difundió el hallazgo, reunió fondos para su conservación y restauración, y fundó la asociación Amigos de Xoxoteco.
Su arquitectura es simple y típica de la época, con una nave principal mucho más alta que las habitaciones anexas y rematada por una espadaña. Aunque contaba con una puerta original muy amplia, lo que sugiere que en principio pudo haber sido una típica capilla abierta aislada de México, como la cercana del convento de Actopan, la puerta se cegó y durante el barroco se cambió por una más pequeña y típica.
Sus pinturas son por el contrario especialmente interesantes y originales, con temas apocalípticos, infernales y costumbristas y un tono general didáctico y descriptivo, como un precursor temprano del muralismo mexicano posterior. El dibujo está técnicamente muy desarrollado, así como la calidad del colorido y la pintura.

## Economía
La población se dedica principalmente a la agricultura y ganadería.